# Partido judicial de Laredo
El partido judicial de Laredo es uno de los ocho en los que se divide la comunidad autónoma de Cantabria, creado en 1988 mediante la Ley 38/1988, de 28 de diciembre, de Demarcación y de Planta Judicial, como número dos, tanto de los siete en los que se dividió inicialmente Cantabria, como posteriormente con la creación del octavo partido judicial.
Está conformado por dos juzgados de primera instancia e instrucción.

## Ámbito geográfico
| Partido Judicial | Capital de partido | Municipios que comprende                                                                                     |
| ---------------- | ------------------ | --- |
| 2                | Laredo             | Ampuero, Arredondo, Colindres, Laredo, Liendo, Limpias, Ramales de la Victoria, Rasines, Ruesga, Soba y Voto |